# Sararanga
Sararanga é um género botânico pertencente à família Pandanaceae.
1. ↑  «Sararanga — World Flora Online». www.worldfloraonline.org. Consultado em 19 de agosto de 2020